# 朝鮮総督府農商工部
朝鮮総督府農商工部（ちょうせんそうとくふのうしょうこうぶ）は、朝鮮総督府に置かれた内部部局。
本項では、前身である統監府農商工部についても触れる。

## 沿革
1905年（明治38年）、統監府が設置されると、総務部・警務部とともに農商工部（長は農商工務総長）が置かれた。統監府農商工部には、商工課・農務課・水産課・鉱務課・山林課の5課が置かれた。
1907年（明治40年）10月1日には、森林事務を担当する独立官庁として営林廠が新設されている。
1910年（明治43年）10月1日、韓国併合にともない朝鮮総督府が設置されると、農商工部（長は農商工部長官）が置かれた。農商工部の下には庶務課と殖産局・商工局の2局が置かれた。1912年（明治45年）4月1日、農商工部の2局は改編され、殖産局・農林局になった。1915年（大正4年）4月には機構簡素化の目的で殖産局・農林局は廃止され、各課の事務を農商工部長官が直接指揮することとなった。
1919年（大正8年）10月1日の官制改正により、農商工部は廃止された。その業務は、総督直属の局となった殖産局・農林局に継承された。

## 歴代長官

### 農商工部長官（農商工務総長を含む）
| 氏名                       | 在任期間                                               | 備考                   |
| （統監府）農商工務総長     | （統監府）農商工務総長                                 | （統監府）農商工務総長 |
| -------------------------- | ------------------------------------------------------ | ---------------------- |
| 木内重四郎                 | 1905年（明治38年）12月21日 - 1907年（明治40年）8月20日 |                        |
| （農商工部廃止）           |                                                        |                        |
| （朝鮮総督府）農商工部長官 |                                                        |                        |
| 木内重四郎                 | 1910年（明治43年）10月1日 - 1911年（明治44年）7月28日  |                        |
| 菊池武一                   | 1911年（明治44年）7月29日 - 1912年（明治45年）4月1日   | 事務取扱               |
| 石塚英蔵                   | 1912年（明治45年）4月1日 - 1916年（大正5年）10月21日   |                        |
| 小原新三                   | 1916年（大正5年）10月28日 - 1919年（大正8年）8月20日   |                        |

### 農商工部商工局長
| 氏名     | 在任期間                                              | 備考           |
| -------- | ----------------------------------------------------- | -------------- |
| 工藤英一 | 1910年（明治43年）10月1日 - 1911年（明治44年）5月24日 |                |
| 菊池武一 | 1911年（明治44年）5月26日 - 1912年（明治45年）4月1日  | 兼任・事務取扱 |